# Панапомпом
Острів Панапомпом — острів Папуа Нової Гвінеї. Він знаходиться на атолі островів Дебойн архіпелагу Луїзіада.